# Rezonanční obvod

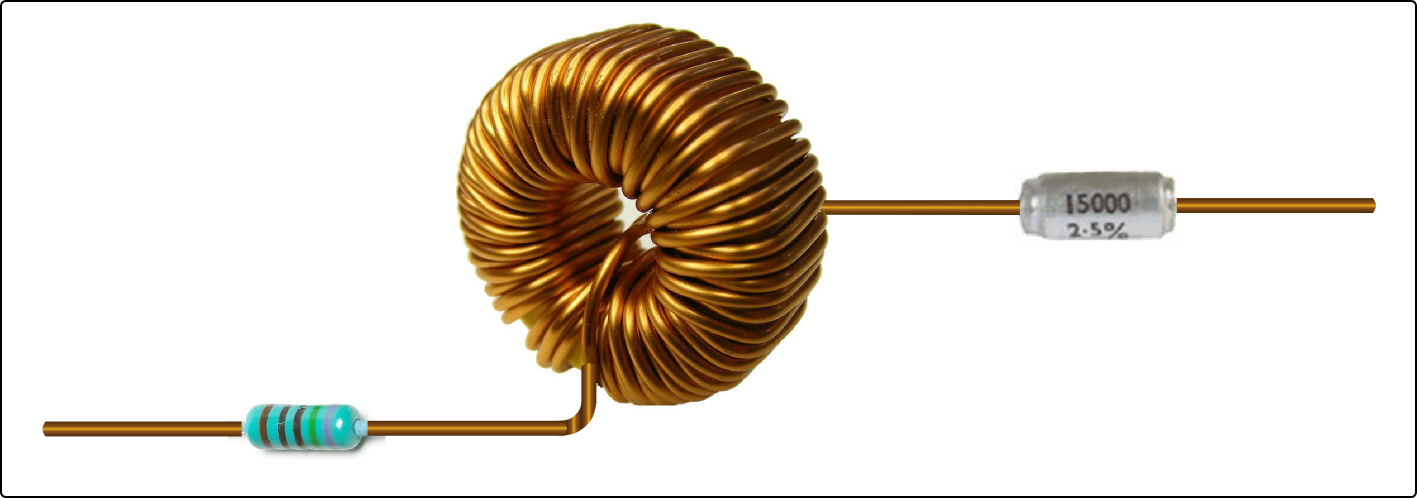
sériový rezonanční obvod

Rezonanční obvod je oscilační elektrický obvod tvořený zdrojem střídavého elektrického napětí budícího 
střídavý elektrický proud procházející sériovým zapojením odporu, indukčnosti a kapacity. Při určité tzv. rezonanční frekvenci se v tomto obvodu vyrovnává kapacitní a induktivní reaktance a rezonanční obvod se pro tuto frekvenci chová jako rezistance.
Energie v obvodu se vyvažuje poklesem napětí na kondenzátoru a nárůstem proudu procházejícím cívkou v souladu s časovou konstantou obvodu. Cívka je charakteristická svou indukčností a kondenzátor svou kapacitou. Při průchodu proudu obvodem se v cívce periodicky vytváří a zaniká magnetické pole a kondenzátor se periodicky nabíjí a vybíjí. Tento jev se nazývá rezonance.

## RLC obvod (střídavý)

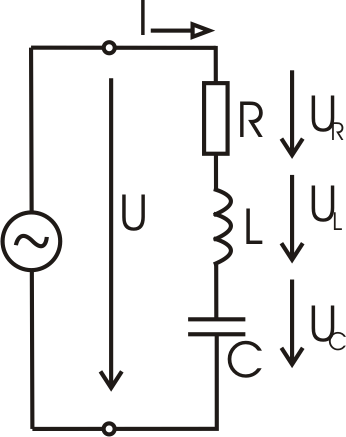
sériový RLC obvod

Přechodový jev obvodu lze popsat diferenciální rovnicí druhého řádu, v které rezistance tlumí kmitání proudu. Celkové napětí {\displaystyle U} je podle 2.Kirchhoffova zákona rovno součtu napětí {\displaystyle U_{R}+U_{L}+U_{C}}.

V obvodu mohou nastat tři případy:
- {\displaystyle X_{L}=X_{C}}

Na induktivní reaktanci bude stejné napětí jako na kapacitní reaktanci a sériový RLC obvod bude v rezonanci. K tomuto stavu dochází při  rezonanční frekvenci {\displaystyle f_{0}={\frac {1}{2\pi {\sqrt {LC}}}}} a fázový posun φ je roven 0.
- {\displaystyle X_{L}<X_{C}}

Na induktivní reaktanci bude menší napětí než na kapacitní reaktanci a sériový RLC obvod bude mít kapacitní charakter. Rozdíl induktivní a kapacitní reaktance bude záporný, díky čemuž bude proud v obvodu předbíhat napětí o úhel φ.
- {\displaystyle X_{L}>X_{C}}

Na induktivní reaktanci bude větší napětí než na kapacitní reaktanci a sériový RLC obvod bude mít indukční charakter. Rozdíl induktivní a kapacitní reaktance bude kladný, díky čemuž bude napětí v obvodu předbíhat proud o úhel φ.
Celková impedance obvodu {\displaystyle Z} je dána vztahem:
{\displaystyle Z={\sqrt {R^{2}+(X_{L}-X_{C})^{2}}}}

## Rezonanční frekvence
Vycházíme z předpokladu, že se induktivní a kapacitní reaktance při rezonanci rovnají. Platí Thomsonův vzorec (závislost rezonanční frekvence na indukčnosti a kapacitě): 

{\displaystyle \ X_{L}=X_{C}}

{\displaystyle \ \omega _{0}L={\frac {1}{\omega _{0}C}}}

{\displaystyle \ \omega _{0}^{2}={\frac {1}{LC}}}

{\displaystyle \ \omega _{0}={\frac {1}{\sqrt {LC}}}}

{\displaystyle \ 2\pi f_{0}={\frac {1}{\sqrt {LC}}}}

{\displaystyle \ f_{0}={\frac {1}{2\pi {\sqrt {LC}}}}}

Sériový rezonanční obvod má při rezonanční frekvenci nejmenší impedanci a největší proud, jenž je v celém obvodu konstantní.

## Fázorové diagramy

### Frekvence nižší než rezonanční
{\displaystyle \ f<f_{0}=>|\mathbf {U} _{L}|<|\mathbf {U} _{C}|=>\varphi <0}

obvod má kapacitní charakter

### Frekvence rovna rezonanční
{\displaystyle \ f=f_{0}=>|\mathbf {U} _{L}|=|\mathbf {U} _{C}|=>\varphi =0}

obvod má odporový charakter

### Frekvence vyšší než rezonanční
{\displaystyle \ f>f_{0}=>|\mathbf {U} _{L}|>|\mathbf {U} _{C}|=>\varphi >0}

obvod má indukční charakter